# Biblioteca Central Nacional

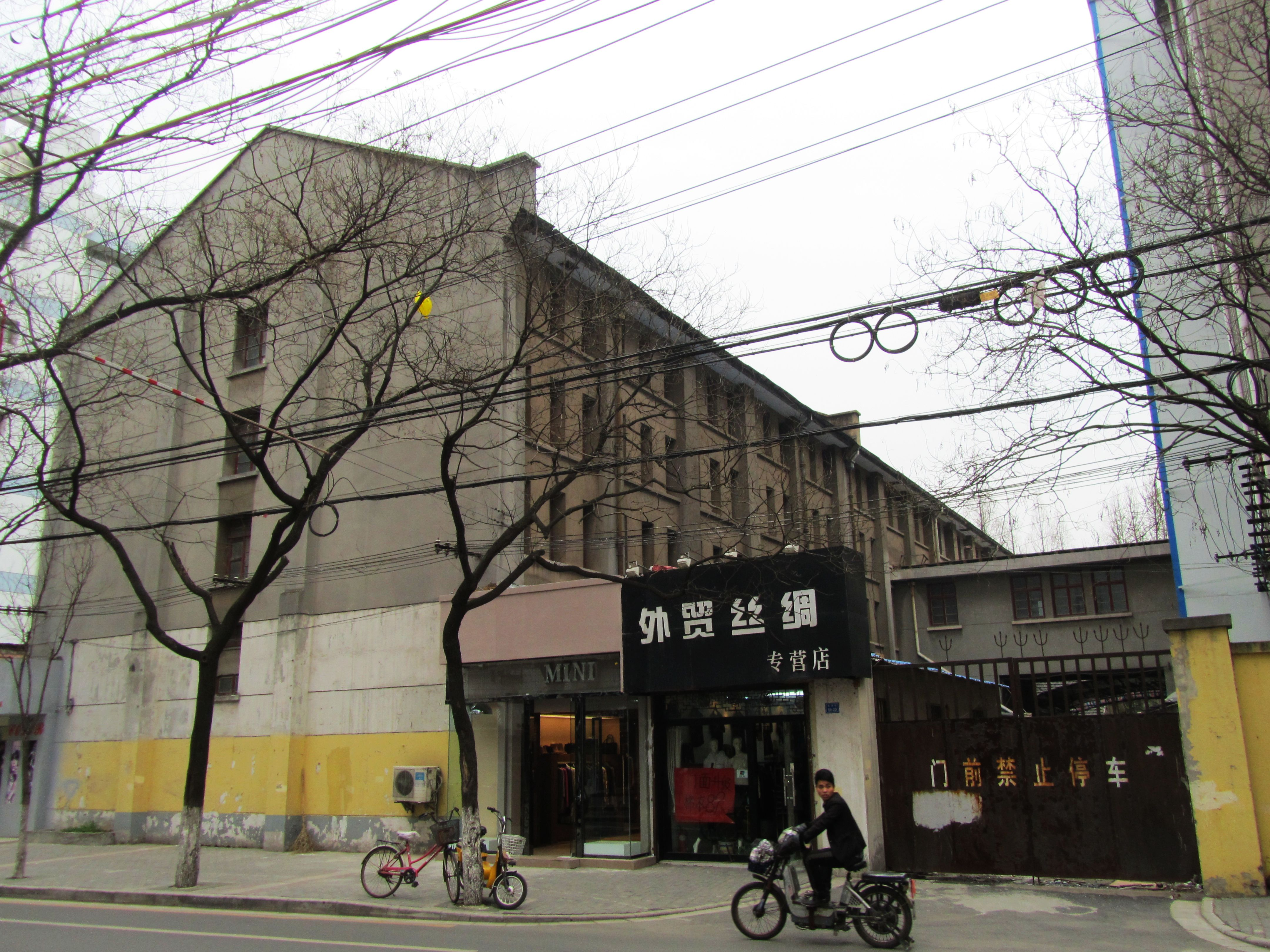
Antiga Biblioteca Central Nacional em Nanquim

A National Central Library (NCL) (em português:  Biblioteca Central Nacional; em chinês:  國家圖書館, transl. Guójiā Túshūguǎn) é a biblioteca nacional de Taiwan.

## Galeria

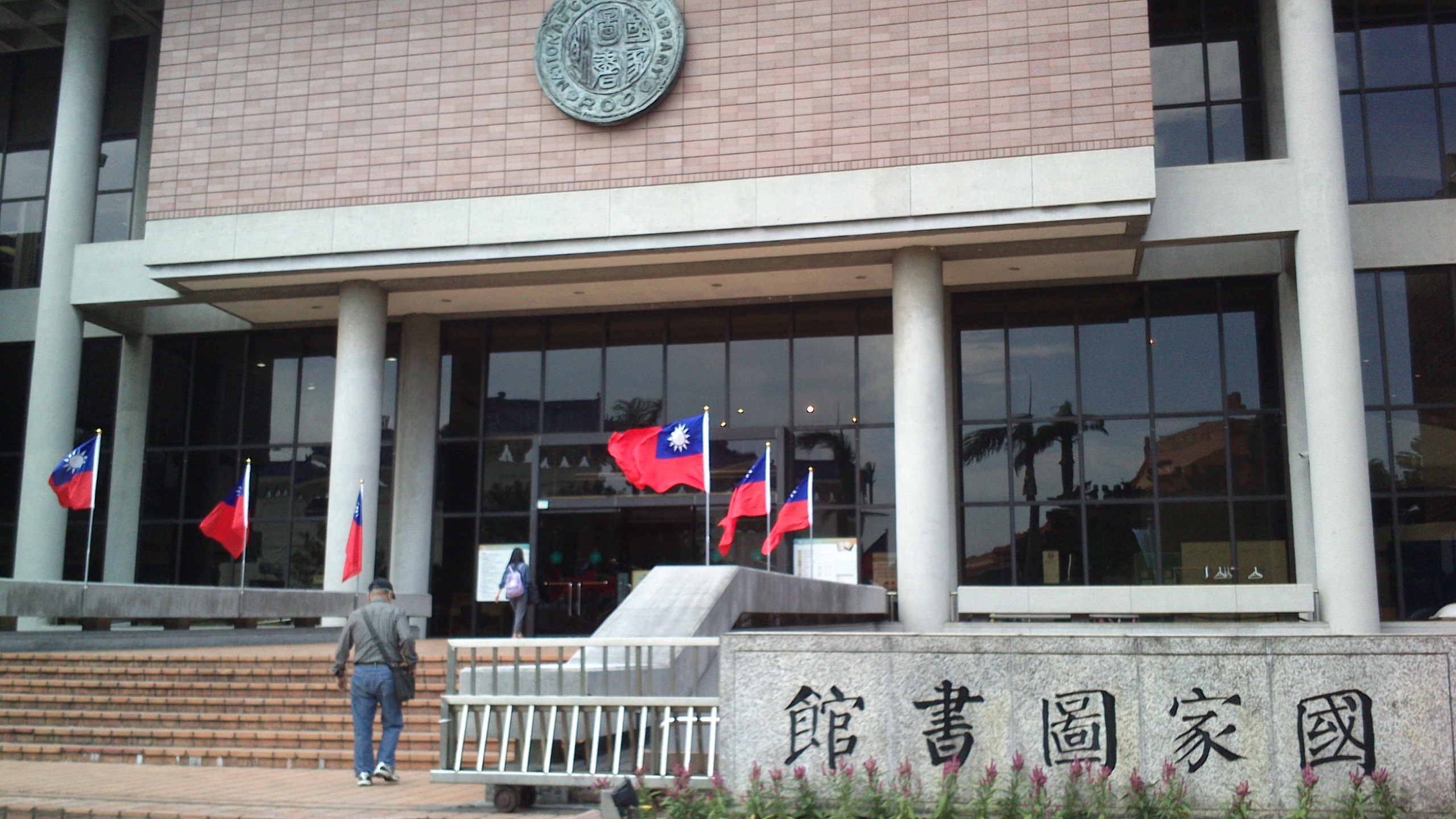
Portão da biblioteca,
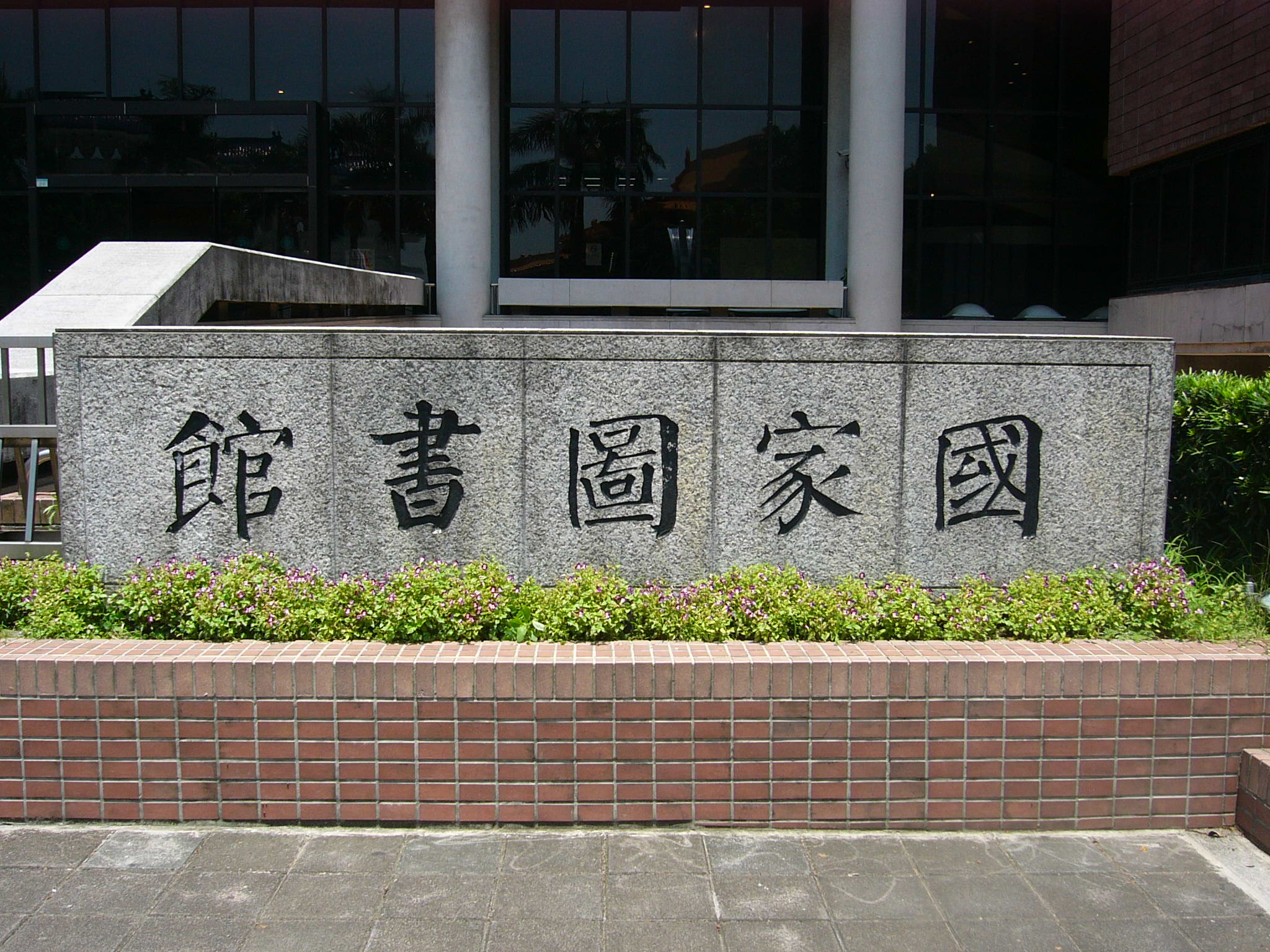
Logotipo chinês da Biblioteca Central Nacional em frente à sua sede
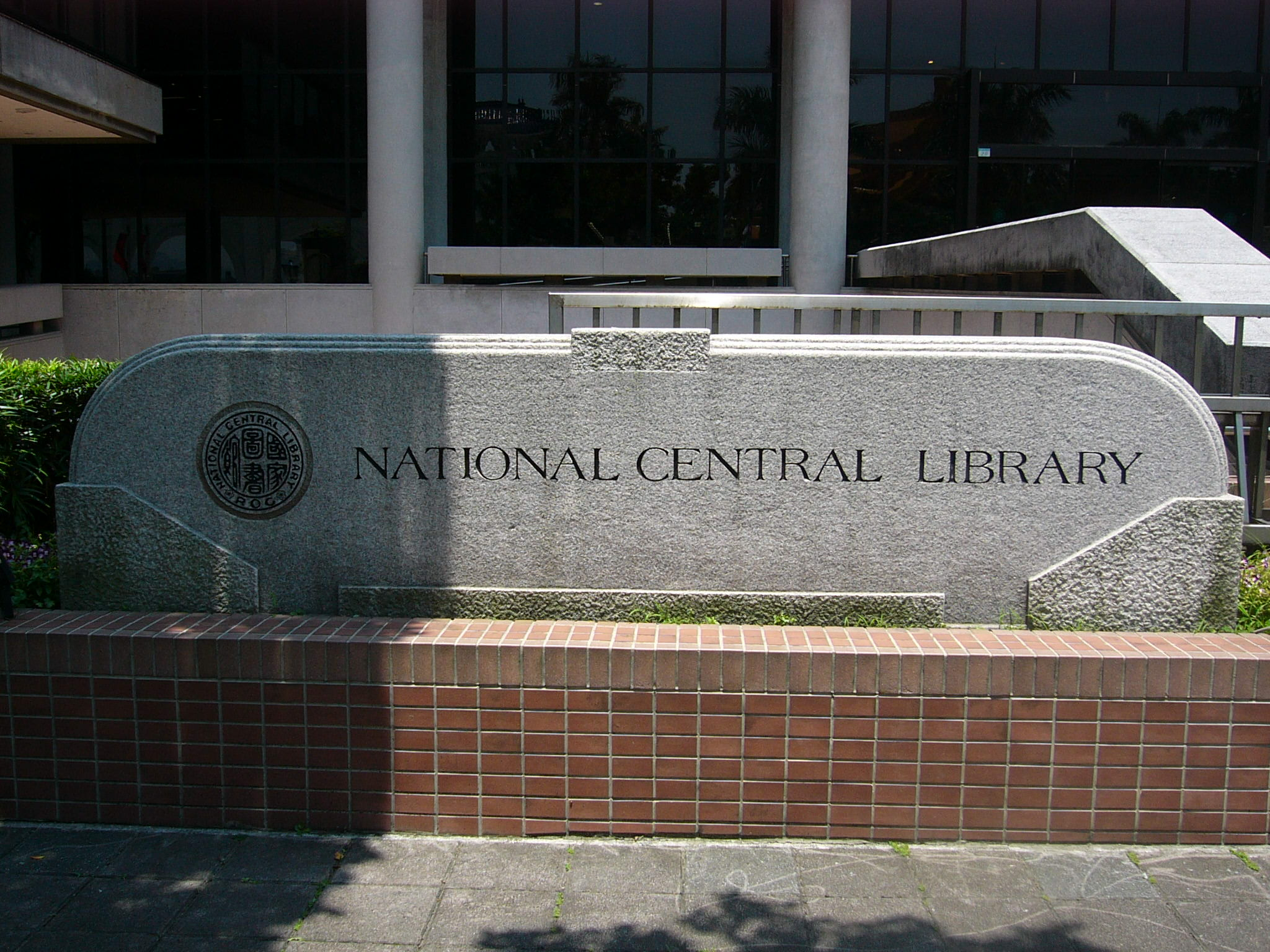
Logotipo da Biblioteca Central Nacional em inglês na frente de sua sede
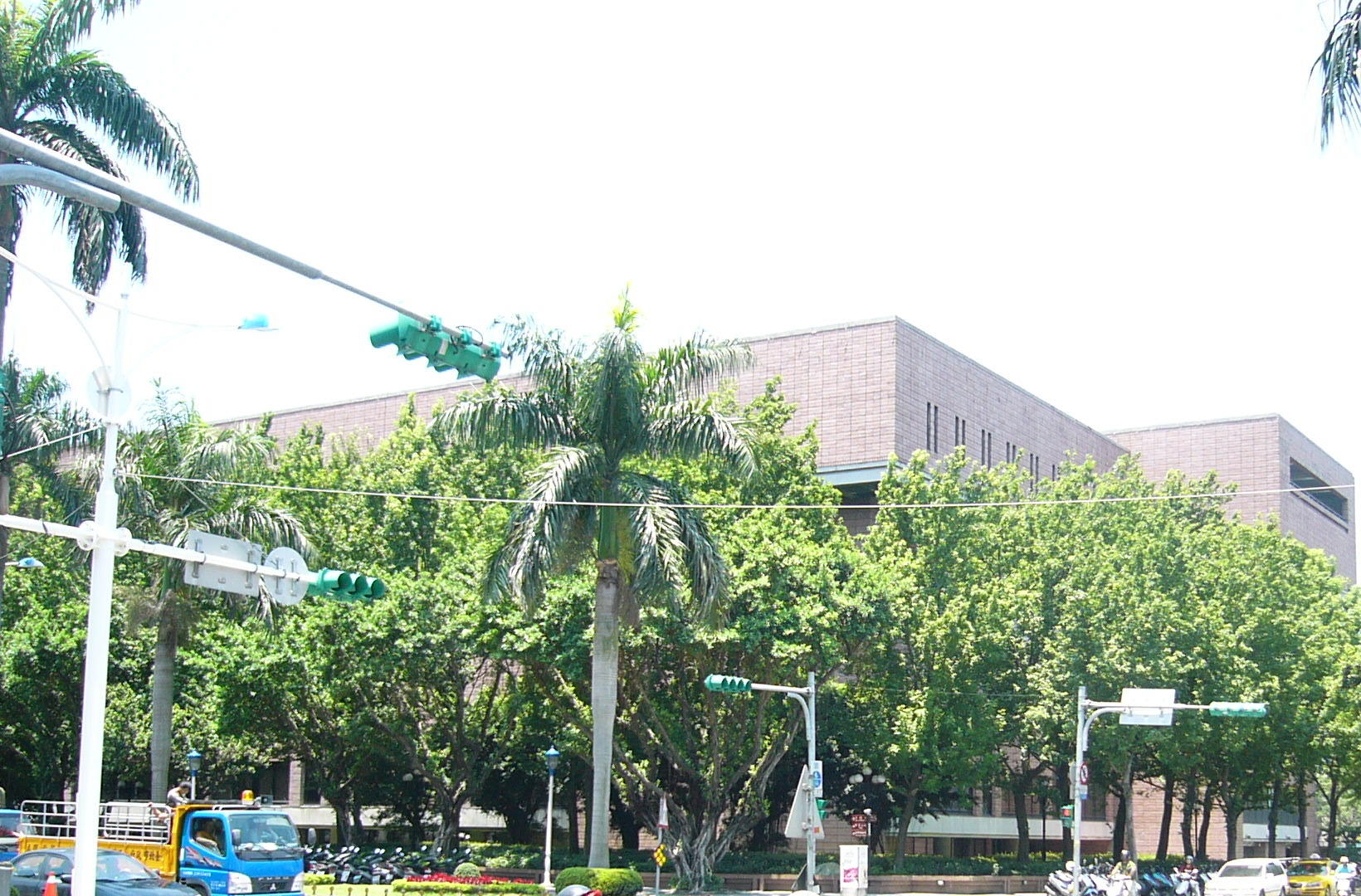
O lado direito da sede da Biblioteca Central Nacional
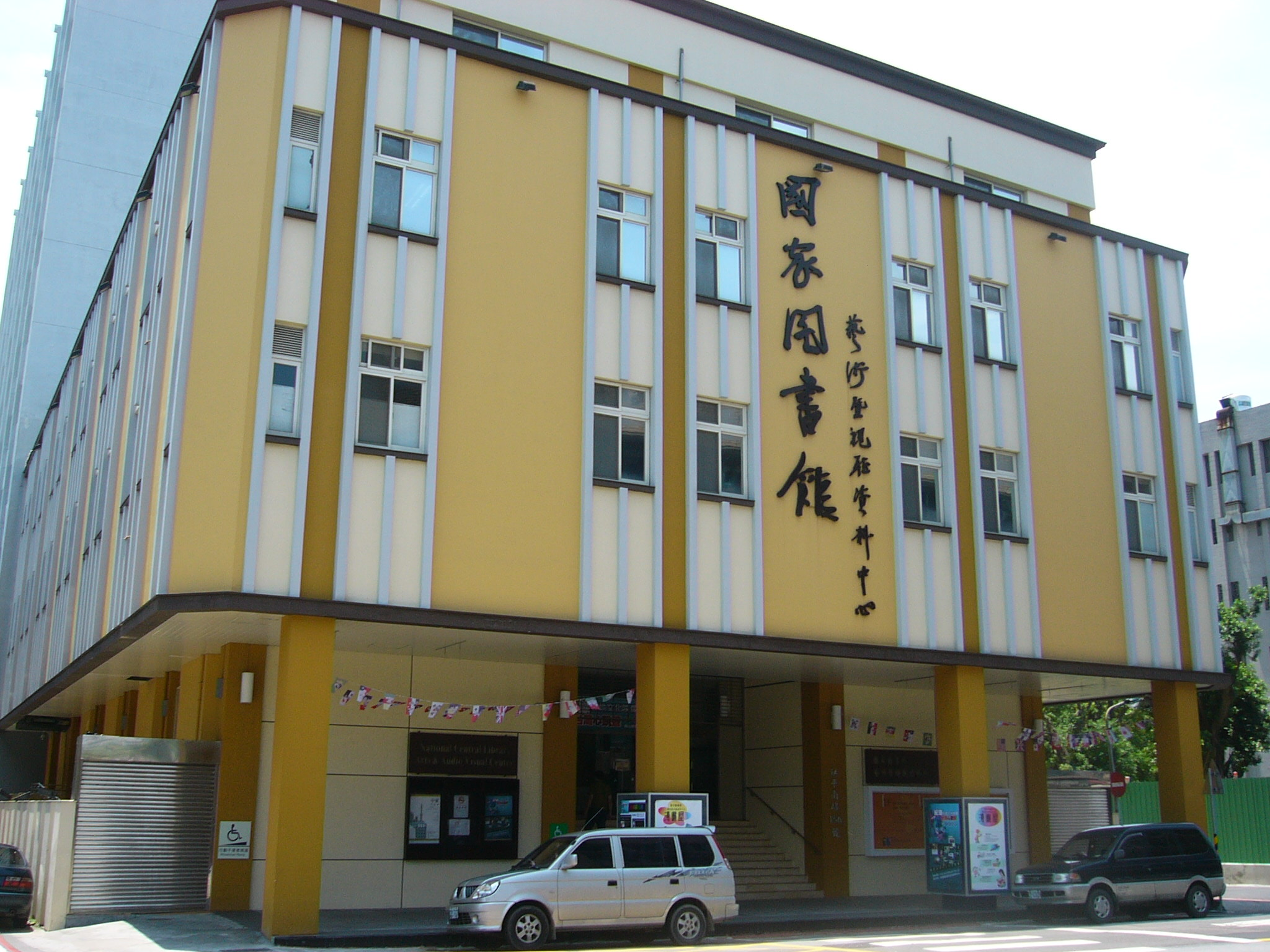
Centro de Artes e Audiovisual da Biblioteca Central Nacional
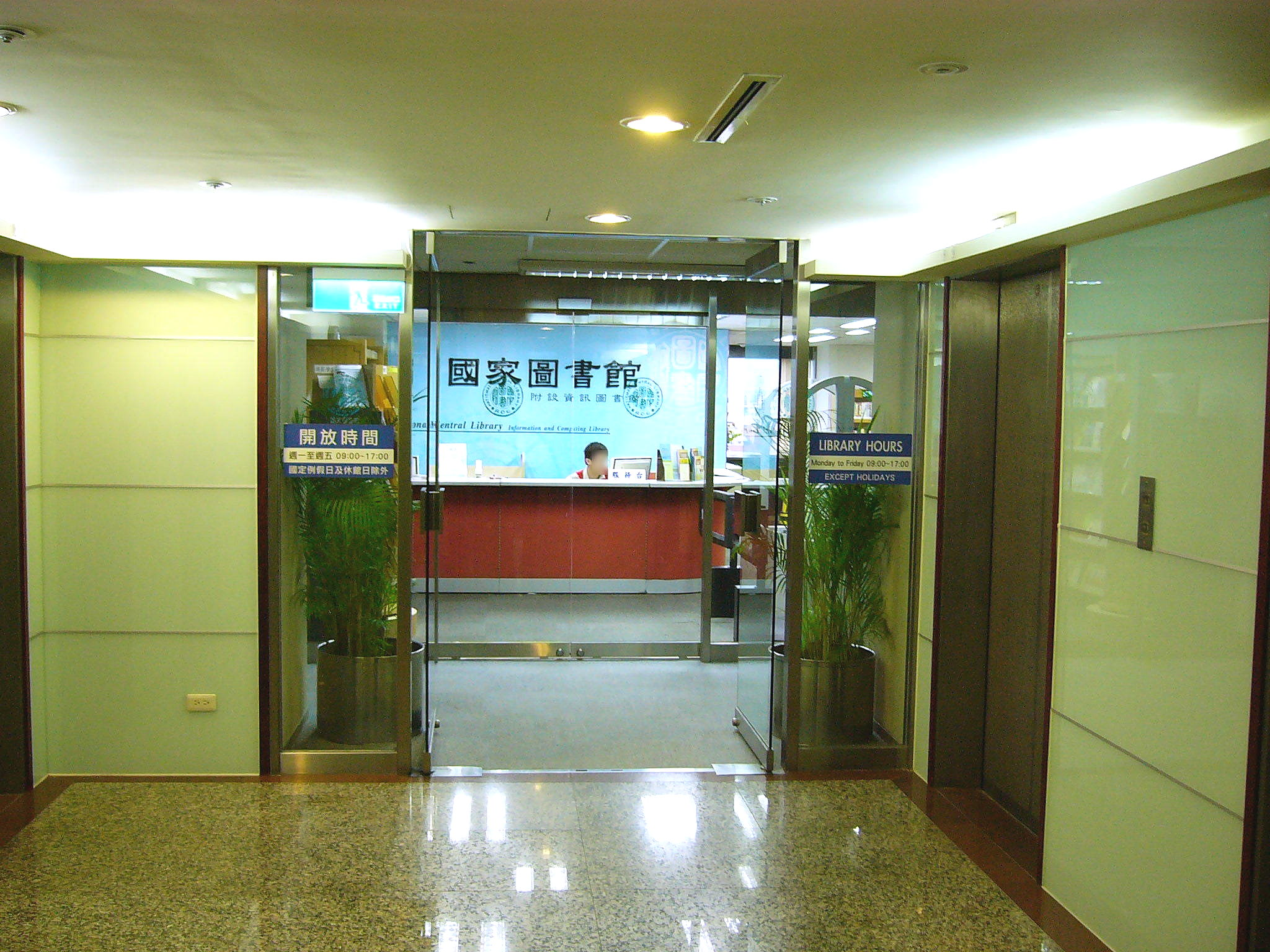
Biblioteca de Informação e Computação da Biblioteca Central Nacional